# موتور وی‌شکل

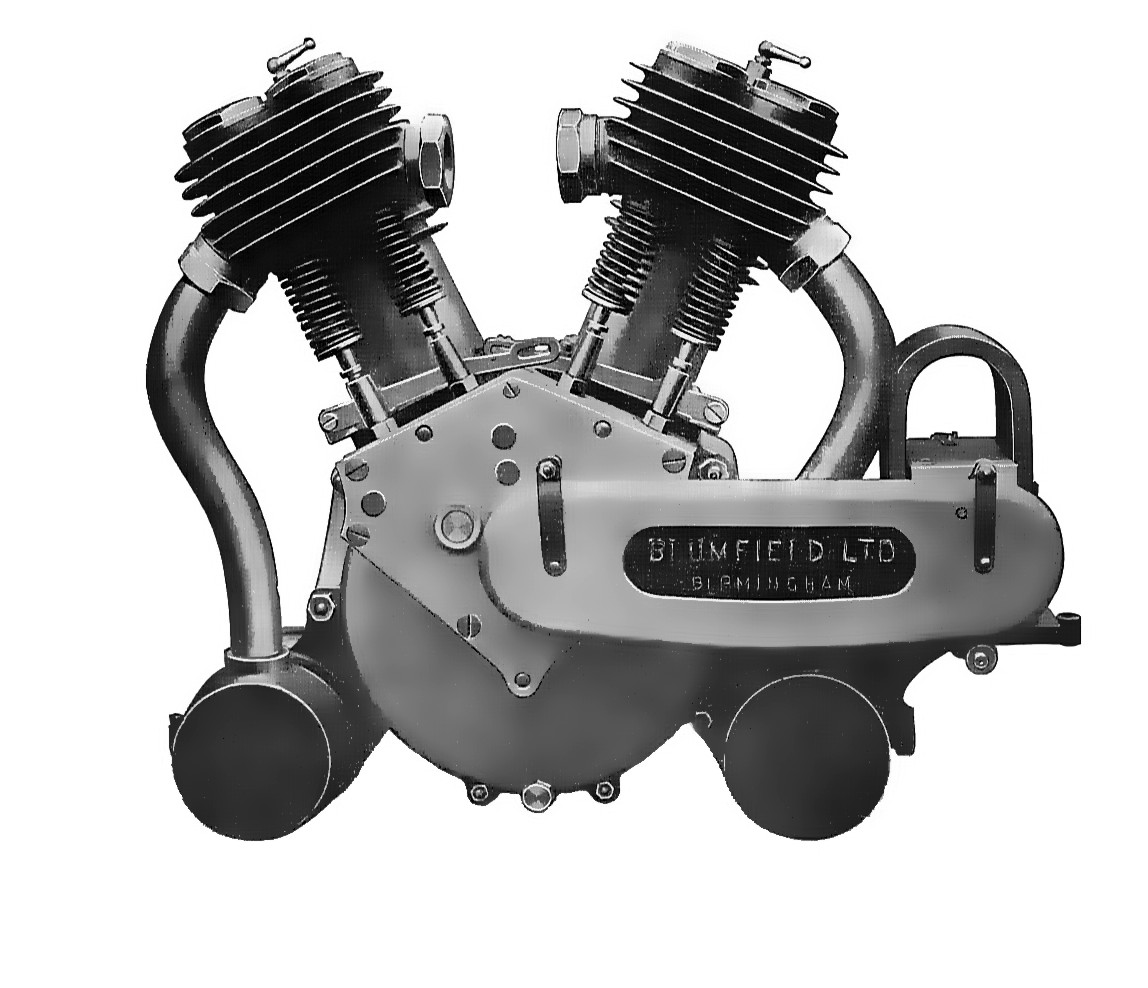
یک موتور دو سیلندر وی‌شکل ابتدایی

موتور وی‌شکل (به انگلیسی: V engine) یک گونه پیکربندی مورد استفاده در موتورهای درون‌سوز است. در این پیکربندی، سیلندرها و پیستونها در یک ردیف و در دو صفحهٔ جداگانه قرار می‌گیرند به‌طوری‌که  در راستای محور میل‌لنگ به شکل حرف وی (V) انگلیسی دیده می‌شوند. این نوع پیکربندی نسبت به آرایش خطی، باعث کاهش طول و ارتفاع (و در نتیجه پایین‌تر آمدن مرکز ثقل) و همینطور کاهش وزن موتور می‌شود.